# Клон 2 (телесеріал)
«Клон 2» (ісп. El Clon) — колумбійсько-американо-бразильський серіал виробництва телеканалу Telemundo в партнерстві з Глобу i RTI Columbia. Це римейк бразильського серіалу 2001 року Клон

## Сюжет
Головна героїня серіалу — 18-річна красуня Хаде виросла в Америці. Після смерті матері вона була змушена переїхати в Марокко, у будинок свого дядька Алі. Весела і життєрадісна Хаде
почувається незатишно в
чужому світі. Їй доводиться звикати до того, чого не було в колишньому щасливому
житті: новому будинку, незнайомим людям, чужої культури. Але саме тут героїня зустрічає свою
любов. Знайомство з Лукасом Феррером, який
прибув до Марокко зі своїм батьком, підприємцем Леонардо, і братом-близнюком Дієго викликало в душі Хаде почуття, які досі були їй незнайомі. Молоді люди відразу прониклися один до одного самою щирою симпатією. Стара, як світ, історія з самого початку
обіцяла довге і щасливе
продовження. Проте доля
розпорядилася по своєму….

## У ролях
- Маурісіо Очманн — Лукас Феррер, Дієго Феррер, Освальдо Даніель
- Сандра Ечеверріа — Хаде Мелкарак
- Сауль Лісазо — Леонардо Феррер
- Жеральдін Цивік — Крістина Міранда
- Роберто Молл — Аугусто Альбіері
- Андреа Лопез — Маріса Антонеллі
- Хуан Пабло Раба — Саïд Хашім
- Даніель Луго — Алі Рашід
- Луз Стелла Луенгас — Зорайді
- Карла Джіральдо — Латіффа
- Міхаïл Мулкай Бордон — Мохаммед Хашім
- Андреа Монтенегро — Назіра Хашім
- Тіберіо Круз — Зейн
- Індіра Серрано — Дор Енкарнаціон Паділла
- Педро Телемако — Освальдо Медіна
- Абель Родрігез — Енріке «Рiкi»
- Естефанія Гомез — Вiкi
- Александер Родрігез — Хуліо
- Роберто Манрікі — Алехандро «Змій» Кортес
- Лаура Періко Perico — Наталія Феррер Антонеллі
- Гері Фореро — Пабло
- Андіана Ромеро — Луïза
- Клаудіа Ліліана Альварез Гонсалез — Клара
- Вікторія Гонгора — Люсія

## «Клон 2» в Украïні
В Україні серіал транслював телеканал 1+1 в професійному дубляжі студії «1+1 продакшн» під назвою «Клон 2». З 183 серій на телеканалі було показано тільки 96, потім телеканал припинив трансляцію серіалу.